# Томас Теллефсен
Томас Дайк Акланд Теллефсен (26 листопада 1823, Тронгейм — 6 жовтня 1874, Париж) — норвезький піаніст, композитор і педагог.

## Життєпис
Теллефсен, наймолодший із шести братів і сестер, народився в Тронгеймі, Норвегія, де навчався у свого батька Йогана Християна Теллефсена (1774–1857) — органіста Тронхеймського собору — та в Оле Андреаса Ліндемана. Свій перший публічний концерт дав навесні 1842 року. З кінця того ж року жив в Парижі, де в 1844—1847 роках брав уроки у Фредеріка Шопена. Марцеліна Чарторийська запросила його в готель Ламберт, де він дебютував як піаніст з великим успіхом 1851 року. Апогей фортеп'янної кар'єри Теллефсена припав на період 1850—1860 років, коли він неодноразово гастролював по Норвегії, Швеції і Англії.
Композиторська спадщина Теллефсена представлено 44 творами: сольні фортеп'янні твори, два фортеп'янні концерти, твори камерної музики. Композитор присвячував свої твори в основному польській і французькій аристократії. Після смерті Шопена в 1849 році прийняв до себе його учнів.